# 完全人体張本
『完全人体張本』（かんぜんじんたいはりもと）は、1994年4月から同年9月まで一部フジテレビ系列局で放送されたフジテレビ・ニユーテレス共同制作のバラエティ番組。演出はタカハタ秀太。制作局のフジテレビでは関東ローカルの深夜番組放送枠『JOCX-TV2』で、東海テレビでは同局自主編成の深夜番組放送枠『スーパーサタデー25』で放送。

## 概要
毎回人体や病気などについてマニアックに取り上げていた深夜番組である。進行役を務めたのは当時フジテレビのアナウンサーだった近藤サトで、彼女が包茎の仕組みなどについて解説していた。
オープニングテーマ曲には「宇宙のファンタジー」が、エンディングテーマ曲には「ブギー・ワンダーランド」とアース・ウィンド・アンド・ファイアーの曲が使われており、異様にアップテンポな番組だった。
放送コードのギリギリを攻める構成だったと考えられる。例えば女性の乳首は、深夜番組でも現在は放送禁止だが、その周辺部位は（おそらく）指定にないため乳輪部分の撮影を行ったり、男児であれば全裸が（当時は）許容されていたため出演させたり等。
そのギリギリを攻める姿勢が、最終的に『素人が手術をするための手引』というコーナーにまで到達する（ただしこれは病院までとても間に合わないような極限状況という設定で、かつ真似しないように警告がされていた）。

## 出演者

### レギュラー
- 近藤サト（当時フジテレビアナウンサー）
- 布施絵理（ビシバシステム）

### その他の出演者
- 永作博美
- ベン・ジョンソン

ほか

## 主なコーナー
乳輪入門
毎回1人の一般女性の乳輪のみを放送していたコーナー。乳首はCGで処理されていた。ただし回が進むにつれ、乳頭を一瞬写したりするようになった。
献血
献血の模様を放送していたコーナー。
妊検。NIN-KEN
布施絵里が街で、女子高校生に妊娠検査薬（尿で判定するもの）を渡してやってもらい、その結果を放送していたコーナー。
完全排便論
近藤サトが「あなたは、自分のウンコをご覧になったことがありますか？」と、健康状態を知るバロメーターとしてのウンコについて解説していたコーナー。
GOLDFINGER
毎回異なる現役風俗嬢が手のみ出演し、指先のテクニックを披露していたコーナー。
サティの告白。
全裸の男の子と近藤サトが出演し、男の子のおちんちんを中心に放送していたコーナー。タイトルの画面で、男の子の本名・年齢が紹介され、その後本編に映る。最後に、近藤サトが男の子の象徴を触り、「へなり、へなり」「とべとべつちのこ」などと言っていた。
世界の奇病
クローン病などの原因不明の疾患を紹介していたコーナー。
臓器で一句っ。
医者が自分のこだわりのある臓器で一句詠んでいたコーナー。
コーナー名不明
毎回異なるアイドルが垢すりを行い、そのカスを披露していたコーナー。永作博美が出演していた。
食べ物に胃酸や酵素を混ぜて静置し、分解したところで水分を取り除きウンコを疑似的に作るコーナー。
エンディング
Earth, Wind and FireのBoogie Wonderlandに乗せて、スタッフロールとともに毎回数人の素人の男の全裸を正面、横、後ろから放送。大事な部分はCGで処理されている。1980年代末から1990年代初頭に巷を賑わせた五味彬のデジタル写真集「yellows」の男性版的企画。

## スタッフ
- 企画：河合徹（フジテレビ）
- 演出：タカハタ秀太
- ナレーター：坂上みき
- 構成：都築浩、浅田敦史（アサダアツシ）
- ディレクター：吉野宏樹、荒幸成、戸田直秀
- ＡＤ：対馬毅、大平浩三
- 撮影：佐藤文、中村純、吉田剛
- ＶＥ：善方光一、吉岡辰沖
- 照明：小林篤（童夢）
- 編集：前野勝義（アンサーズ）
- ＭＡ：石川晴樹（アンサーズ）
- 音響効果：矢部公英（メディアハウス）
- 広報：赤間裕美（フジテレビ）
- デスク：佐藤加代子
- 協力：池田屋、有栖川スタジオ
- プロデューサー：上木則安、鈴木進、波田野憲央、山口陽一郎
- 制作：フジテレビ、ニューテレス制作部

当番組スタッフは、前番組「寺内ヘンドリックス」も制作。

## エピソード
- ウッチャンナンチャンの南原清隆が『ゲッパチ!UN アワーありがとやんした!?』の罰ゲームとして、この番組のエンディングで数人の一般男性とともに全裸で出演させられた。